# Klaas Smit (ingenieur)
Klaas Smit (1942) is een Nederlands ingenieur, adviseur en voormalig hoogleraar onderhoudskunde aan de Koninklijke Militaire Academie, en emeritus hoogleraar onderhoudskunde en luchtvaarttechnische bedrijfskunde aan de TU Delft bij de faculteiten Luchtvaart & Ruimtevaarttechniek en Werktuigbouwkunde & Maritieme Techniek. Hij is een belangrijke persoon voor de onderhoudssector in Nederland.

## Levensloop
Smit studeerde werktuigbouwkunde aan de TU Delft en studeerde in 1969 af bij de vakgroepen Fijnmechanische Techniek van D. de Jong en Industriële Organisatie van Jan in 't Veld. Vanaf de jaren zeventig van de 20ste eeuw was Smit werkzaam als technisch officier bij de Koninklijke Luchtmacht en bij Unilever Engineering Division. 
Vanaf 1981 werkte hij als hoogleraar onderhoudskunde aan de Koninklijke Militaire Academie en later tot 2006 aan de TU Delft bij bovengenoemde faculteiten. In de jaren negentig was hij de afstudeerbegeleider van de prins Johan Friso. In 2006 werd hij benoemd tot erelid van de Nederlandse Vereniging voor Doelmatig Onderhoud (NVDO).

## Boekpublicaties
Smit schreef verscheidene boeken en artikelen over onderhoud. Een selectie:
- 1981. Onderhoud: van intuïtie naar rationaliteit. Deventer: Kluwer.
- 1991. Informatiemodel Technische en Onderhoudsdiensten, Met W.H. Slaterus. 's-Gravenhage: SDU Uitgeverij.
- 1992. Referentie Informatie model voor Technische en Onderhoudsdiensten. Met Th. den Ouden. Rijswijk: Cap Gemini Publishing.
- 1996. Het gebruik van onderhoudsbesturingssystemen; mogelijkheden en werkelijkheid. Met R.P.M. Vonk. Leiderdorp: Lansa.
- 1996. Methoden en hulpmiddelen voor het ontwikkelen en bijsturen van onderhoudsconcepten. Met R.J. van Baaren. Leiderdorp: Lansa.
- 2000. Technisch systeem management: een functie- en informatiemodel voor het beheer, onderhoud en ontwerp van technische bedrijfsmiddelen. Onder red. van K. Smit. Alphen aan den Rijn: Samsom.
- 2010. Onderhoudskunde. Delft: Delft Academic Press.  ISBN 978-90-6562-279-2.
- 2014. Maintenance Engineering and Management. Delft: Delft Academic Press.
- 2015. Mantenimiento de Categoria Mundial. Delft: Delft Academic Press.